# ولیکو کروشینک
ولیکو کروشینک (به لاتین: Veliko Krušince}} یک عوارض جغرافیایی در صربستان است که در Rasina District واقع شده‌است.

## خصوصیات
ولیکو کروشینک ۱۰۹ نفر جمعیت دارد.